# Ferrante della Marra
Ferdinando della Marra (o de Marra), noto come Ferrante della Marra (Napoli, fine XVI secolo – post 1641), è stato un nobile e genealogista italiano, duca di Guardia Lombardi.

## Biografia
Scarsissime sono le notizie sulla biografia del genealogista Ferrante della Marra. Membro di una famiglia nobile di origine normanna, nacque a Napoli verso la fine del XVI secolo. Nell'anno 1600 soggiornò a Firenze presso il granduca di Toscana Ferdinando I de' Medici. Nel 1607 acquistò per 49 000 ducati da Francesca di Lannoy il feudo di Guardia Lombardi e nel 1611 ne divenne duca, da cui l'appellativo di "Duca della Guardia" con cui fu poi sempre identificato. Il ducato a partire dal 1629 venne governato dal figlio Luigi († 1635), avuto dalla moglie Beatrice della Tolfa. La sua opera più famosa è costituita dai Discorsi delle famiglie estinte, forastiere, o non comprese ne' Seggi di Napoli, imparentate colla Casa della Marra, pubblicata postuma a Napoli da Camillo Tutini, nella quale ricostruisce le genealogie delle famiglie nobili del Regno di Napoli arricchendole di aneddoti. Prosieguo dell'opera è Ruina di case napoletane del suo tempo, composta a Napoli tra il 1624 e il 1631, in cui illustra il destino delle famiglie di cui aveva scritto prima. In essa l'autore mostra come le casate appaiano impotenti di fronte alla corruzione e ai tumulti del sistema politico dell'epoca e come, prese da un forte senso di disperazione, collassino inesorabilmente verso lo sterminio e l'autodistruzione. Camillo Tutini fece inoltre pubblicare nel 1649, sempre nella città partenopea e su volontà dello stesso autore, in forma non tipografica le Memorie della fameglia della Marra, opera prima di Ferrante, che intendeva darla alle stampe proprio in tale anno. Ferrante della Marra morì dopo il 1641.

## Opere
- Ruina di case napoletane del suo tempo, Napoli, Giuseppe De Blasiis, 1631.
- Discorsi delle famiglie estinte, forastiere, o non comprese ne' Seggi di Napoli, imparentate colla Casa della Marra, Napoli, Ottavio Beltrano, 1641 (postumo).
- Memorie della fameglia della Marra, Napoli, 1649 (postumo e inedito).